# Pseudosimnia angusta
Pseudosimnia angusta is een slakkensoort uit de familie van de Ovulidae. De wetenschappelijke naam van de soort werd voor het eerst geldig gepubliceerd in 2017 door Celzard.